# Rithely
Francisco Rithely da Silva Sousa, mais conhecido apenas como Rithely (Imperatriz, 27 janeiro de 1991), é um futebolista brasileiro que atua como volante. Atualmente está no Anápolis.

## Carreira

### Goiás
Em agosto de 2009, Rithely iniciou sua carreira profissional no Goiás.

### Sport
Em 20 de maio de 2011, ele mudou-se para Recife pois o Sport adquiriu junto ao time esmeraldino 50% dos direitos econômicos do jogador.

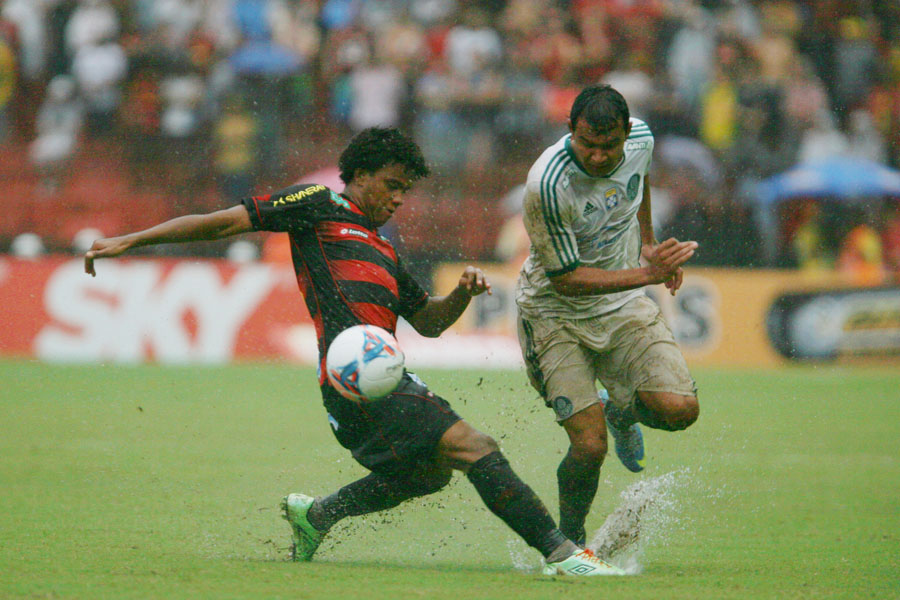
Rithely (à esquerda) num jogo do Sport contra o Palmeiras pela Série B de 2013.

Ele foi escolhido melhor volante no Campeonato Pernambucano de 2013 e em 2015 repetiu o feito, chegando a despertar interesse do Internacional. O clube gaúcho tentou a sua contratação, mas o Leão acabou renovando seu contrato por 3 anos.
No Campeonato Brasileiro de 2015, Rithely se destacou novamente, desta vez chamando a atenção de Fluminense e Palmeiras, além de clubes da China e da Turquia. Com desarmes precisos e assistências decisivas, ele foi apontado pela crítica especializada como um dos melhores volantes do Brasil. O Sport, que percebeu o assédio ao jogador tão logo o campeonato chegou ao fim, não perdeu tempo e renovou o contrato com o jogador até 2020, deixando claro que ele só sairia se a multa rescisória de 30 milhões de reais fosse paga.
No começo de 2016, já com a renovação acertada, Rithely declarou seu amor ao Sport Club do Recife, afirmando que, mesmo se eventualmente vier a sair, com certeza retornará para encerrar a carreira no clube. Seu objetivo é tornar-se parte da história da agremiação. A torcida, que já considerava importantíssima a manutenção do atleta, animou-se com suas palavras e teve certeza de que a qualidade e a garra que o jogador demonstraria em campo seriam as mesmas dos anos anteriores.
No dia 30 de março de 2017, Rithely completou 300 jogos pelo Sport.

### Internacional
Já no dia 11 de março de 2018, depois de uma longa negociação, o Internacional contratou Rithely por empréstimo até dezembro de 2019. Contudo, na sua chegada, foi constatada uma lesão e necessidade de cirurgia no tornozelo do jogador. Apenas em setembro que o jogador foi oficialmente anunciado pelo Inter. O contrato do atleta foi de empréstimo por dois anos, com opção de compra ao fim do empréstimo.

## Títulos
Sport
- Copa do Nordeste: 2014
- Campeonato Pernambucano: 2014, 2017
- Taça Ariano Suassuna: 2015, 2016, 2017, 2018

### Prêmios individuais
- Seleção do Campeonato Pernambucano: 2013 e 2014
- Seleção da Copa do Nordeste: 2014